# 阪神自動車航空鉄道専門学校
阪神自動車航空鉄道専門学校（はんしんじどうしゃこうくうてつどうせんもんがっこう、英称：Hanshin Institute of Technology）は、科学技術専門学校グループとして設立された学校法人兵庫科学技術学園が運営する兵庫県神戸市長田区にある専門学校。旧称：兵庫科学技術専門学校。
2013年、兵庫県を拠点とする中古車・新車・日本車・輸入車の総合メガディーラー「ジーライオングループ」が資本参加。ジーライオングループの一員となった。

## 所在地
兵庫県神戸市長田区林山町27-1（旧神戸学院女子短期大学第一キャンパス）
2017年4月に現住所に移転。旧住所は兵庫県尼崎市西難波町4-8-26。

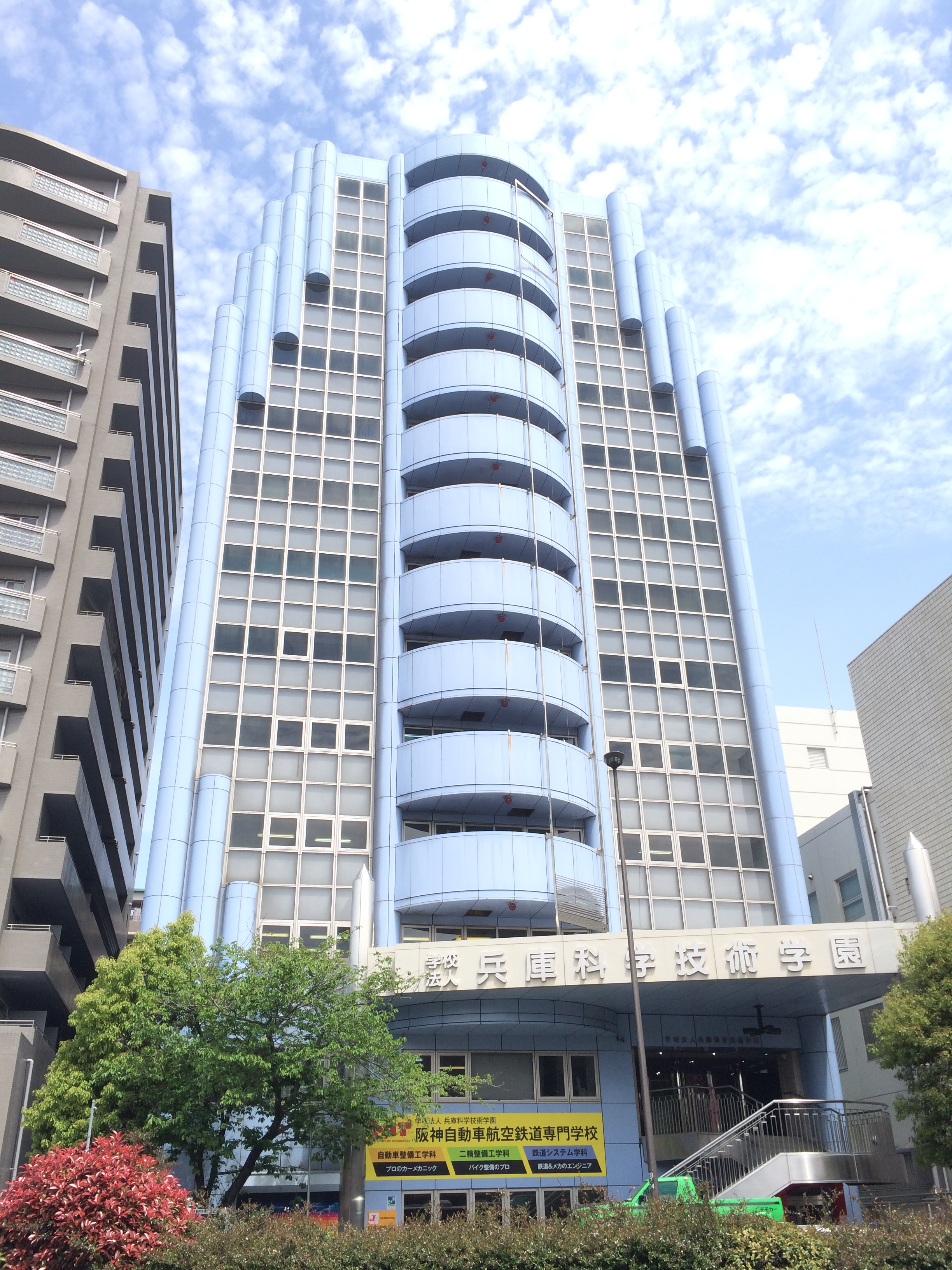
旧校舎

## 学科・コース
- 自動車整備工学科
- 二輪整備工学科
- 鉄道システム学科

### 過去に存在した学科・コース
- カスタマイズ専攻科
- 自動車工学科
- 関空・神戸空港ターミナルサービス学科
- 建築デザイン学科（建築工学設計学科 / 建築デザインCAD学科）
- 機械システム工学科（精密機械工学科）
- 電気・電子工学科（電子工学科 / 電気工学科）
- マルチメディア学科（FA・CAD学科 / 情報処理学科）

## 主な卒業生
- すっちー（須知裕雅）- お笑い芸人、吉本新喜劇座長